# Thury (Yonne)
Pour les articles homonymes, voir Thury.
Thury est une commune française située dans le département de l'Yonne en région Bourgogne-Franche-Comté.
Ses habitants sont appelés les Thurycois.

## Géographie

### Géologie et relief
Au secondaire  (Jurassique - 205 à 140 millions d'années) « la séparation de l'Amérique du Sud et de l'Afrique a créé un bras de mer chaude à vie organique produisant pour la  Forterre un calcaire plus compact – ainsi la carrière d'Aubigny est constituée de calcaire corallien de mer chaude. »
Au Crétacé (fin de l'ère secondaire – 140 à 65 millions d'années) « le refroidissement de la mer produit une craie composée d'une quantité importante de silice colloïdale (craie du Sénonien). Il y a ensuite décalcification des argiles (ou formation des argiles de décalcification) en Puisaye et Pays d'Othe. En se retirant progressivement, la mer donnera le lac de Beauce. »

### Relief et géologie
Huit  failles principales fossilisées parcourent les plateaux calcaires de la Puisaye et de la Forterre, dont une qui traverse Thury  selon  une direction sud-nord et se prolonge en passant par  le hameau de Grangette. Le sol de la Forterre est constitué par les calcaires du Jurassique supérieur (terrain secondaire). Les couches sédimentaires se succèdent du sud-est au nord-ouest : l'oxfordien, le kimméridgien  et le portlandien ; lequel s'enfonce ensuite sous le crétacé inférieur de la Puisaye…". (Maurice Lecestre).
La Forterre "continue les plateaux calcaires de basse Bourgogne (Tonnerrois et Auxerrois) et en forme la partie Sud-Ouest. Elle est en contact direct avec la Puisaye à l'ouest et le Nivernais au sud. Les limites entre la Puisaye et la Forterre sont très nettes : elles se trouvent à l'endroit où les couches du Jurassiques supérieures – ère secondaire (Forterre) s'enfoncent sous celle de l'Infra-Crétacé (Puisaye).Pour Thury, la ligne de démarcation passe par la Malrue."
" La Forterre se caractérise par des coteaux secs, pierreux assez dénudés traversés par les anciennes routes blanches, sur lesquels sont établis des villages agglomérés construits en pierre calcaire. Au nord, la Forterre s'arrête à la vallée de l'Ouanne, au sud elle se continue jusqu'à la limite du département et à l'Est elle finit quand commencent les forêts de la rive gauche de l'Yonne en englobant la partie Ouest de la forêt de Frétoy. "

### Points remarquables
Thury : hauteur 225 m. Les Lieux-dits de la commune les plus élevés sont :  les Grands Moulins, 327,5 m. - la Justice, 327 m. - le Moulin Buteau, 325 m. -le Roichat, 303,6 m –  le Bois de Mont, 301,2 m. – Marchat, 292 m
Les points culminants des environs se situent à Taingy, 388 m. (Moulin de Taingy), à Perreuse, 373 m  et à l'ancien moulin de la Montagne des Alouettes, 366,8 m.

### Communes limitrophes
| Saints-en-Puisaye        |       | Lain                |
| Sainte-Colombe-sur-Loing | Thury |                     |
| Lainsecq                 |       | Sougères-en-Puisaye |

### Climat
Pour des articles plus généraux, voir Climat de la Bourgogne-Franche-Comté et Climat de l'Yonne.
En 2010, le climat de la commune est de type climat océanique dégradé des plaines du Centre et du Nord, selon une étude du Centre national de la recherche scientifique s'appuyant sur une série de données couvrant la période 1971-2000. En 2020, Météo-France publie une typologie des climats de la France métropolitaine dans laquelle la commune est exposée à un climat océanique altéré et est dans la région climatique  Centre et contreforts nord du Massif Central, caractérisée par un air sec en été et un bon ensoleillement. 
Pour la période 1971-2000, la température annuelle moyenne est de 10,9 °C, avec une amplitude thermique annuelle de 15,8 °C. Le cumul annuel moyen de précipitations est de 834 mm, avec 12,6 jours de précipitations en janvier et 7,7 jours en juillet. Pour la période 1991-2020, la température moyenne annuelle observée sur la station météorologique de Météo-France la plus proche, « Molesmes_sapc », sur la commune de Les Hauts de Forterre à 9 km à vol d'oiseau, est de 11,1 °C et le cumul annuel moyen de précipitations est de 850,3 mm. 
La température maximale relevée sur cette station est de 40,6 °C, atteinte le 25 juillet 2019 ; la température minimale est de −20 °C, atteinte le 9 janvier 1985,,. 
Les paramètres climatiques de la commune ont été estimés pour le milieu du siècle (2041-2070) selon différents scénarios d'émission de gaz à effet de serre à partir des nouvelles projections climatiques de référence DRIAS-2020. Ils sont consultables sur un site dédié publié par Météo-France en novembre 2022.

## Urbanisme

### Typologie
Au 1er janvier 2024, Thury est catégorisée commune rurale à habitat très dispersé, selon la nouvelle grille communale de densité à sept niveaux définie par l'Insee en 2022.
Elle est située hors unité urbaine et hors attraction des villes,.

### Occupation des sols
L'occupation des sols de la commune, telle qu'elle ressort de la base de données européenne d’occupation biophysique des sols Corine Land Cover (CLC), est marquée par l'importance des territoires agricoles (88,8 % en 2018), une proportion identique à celle de 1990 (88,8 %). La répartition détaillée en 2018 est la suivante : 
terres arables (88,8 %), forêts (8,2 %), zones urbanisées (3 %). L'évolution de l’occupation des sols de la commune et de ses infrastructures peut être observée sur les différentes représentations cartographiques du territoire : la carte de Cassini (XVIIIe siècle), la carte d'état-major (1820-1866) et les cartes ou photos aériennes de l'IGN pour la période actuelle (1950 à aujourd'hui).

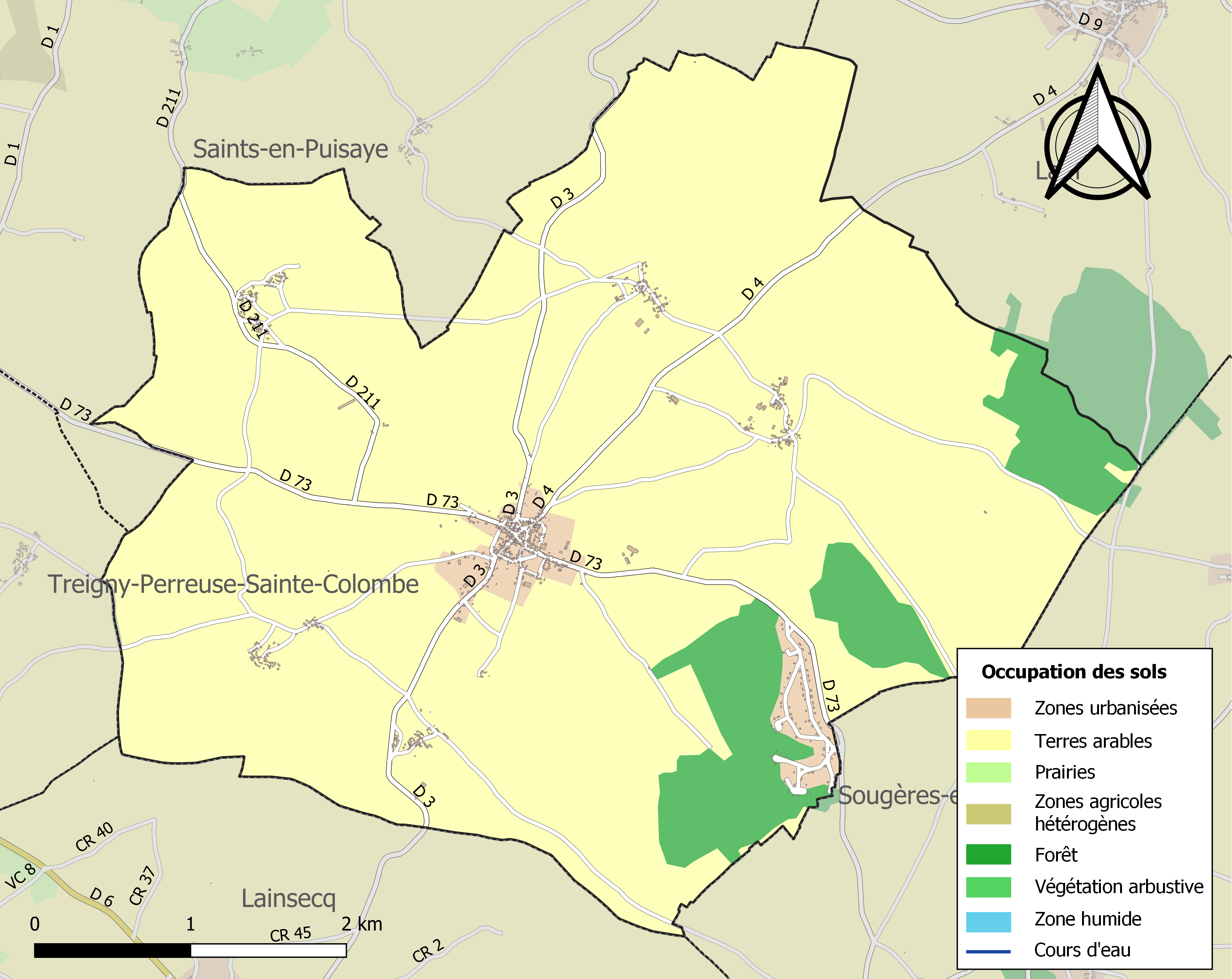
Carte des infrastructures et de l'occupation des sols de la commune en 2018 (CLC).

## Toponymie
Le nom de la localité est attesté sous les formes Tauriacus en 578 (Saint Aunaire) ; Tauriacum en 913 (Saint Géran) ; de Thuraco en 1369 (pouillé) ; de Thoriaco au XIVe siècle (pouillé).
Tauriacum désignait à l'origine un domaine ou une propriété d'un dénommé Taurus, calque probable du gaulois Taruos. Le suffixe gallo-roman -acum est d'origine gauloise et est souvent précédé d'un nom de personne, en indique la propriété. Le nom originel de Chitry (le Fort), par exemple, fut construit sur le même mode, Chistriacum, que Thury.  Les noms actuels des villages dont la terminaison est -y sont issus de cette origine gauloise ou gallo-romaine : Aisy, Arcy, Augy, Chemilly, Cheny, Chichy, Courgis, etc.
Thury peut aussi s'expliquer par un appellatif *turra, d'origine prélatine, peut-être gauloise, qui a donné naissance à une longue liste de microtoponymes, car elle est restée vivante jusqu'à notre époque ; dans le patois tureau signifie « hauteur », suivi du même suffixe -acum déjà évoqué dans l'hypothèse précédente. Ainsi : Thoires, Thorey, Thorigny, Thurey, Toury-Lurcy, Tharot. Cependant, les formes les plus anciennes indiquent qu'il s'agit, dans ce cas, d'un ancien Tauriacu-, forme difficilement compatible avec cette hypothèse.

## Histoire

### Premiers habitats
Les premières traces d'occupation du sol remontent à l'Homme de Néandertal -40 000 ans – des silex taillés retrouvés en sont la preuve.
Au Néolithique (6000 en Europe – jusqu'à l'âge du bronze 3000) un superbe broyon en pierre polie qui servait à écraser le grain. Ces objets découverts par M. Creusard sont visibles dans la tour de l'église.
Âge du bronze (3000 -1000 > jusqu'à l'âge du fer) en 1862, au hameau de Gemigny "en nivelant le tertre circulaire élevé de main d'homme, de 40 m. de diamètre et entouré de fossés, il a été découvert, dans la propriété de M. Chavance, un anneau de bronze, une hachette et une petite clef à poignée tréflée en bronze" (Max Quantin).

### Des gallo-romains à la Renaissance
La voie romaine d'Auxerre à Entrains forme la limite entre les communes de Thury et de Sougères-en-Puisaye. La voie romaine joignant Lyon à Boulogne dite « chaussée d'Agrippa » passe par Avallon, Auxerre et Sens. Près de la commune voisine de Sougères-en-Puisaye et tout à côté un climat la Citadelle existe sur la commune de Thury.
En 596, le règlement de saint Aunaire, 18e évêque d'Auxerre (572-605), inclut Thury (Tauriacus) dans les trente principales paroisses du diocèse.
Depuis, son nom a changé plusieurs fois pour prendre définitivement à la Renaissance son nom actuel.
Le 22 juin 841, les armées de Louis le Germanique et de Charles II le Chauve stationnent près de Thury (Tauriacus).
Durant la guerre de Cent Ans, le village fut pillé par une bande armée et la population décimée dans un champ appelé depuis Les Cris en référence aux hurlements des gens.
Des sarcophages de pierre, dont certains contenaient des squelettes, ont été découverts aux lieux-dits les Cercueils , la Fosse-aux-Prêtres, les Cris, et la Vallée de la Croix. La même pierre a servi à la fabrication des tombes découvertes à Tannerre-en-Puisaye et qui datent de la fin de l'Empire romain et du début du Moyen Âge.
L'église a relevé un temps de l'abbaye de Crisenon, la terre étant un fief de la seigneurie de Druyes. À la fin du XVe siècle,  l'église relevait de l'abbaye Saint Laurent de Cosne (Ordre de Saint Augustin) tandis que la terre faisait alors partie des possessions en Puisaye d'Antoine de Chabannes, comte de Dammartin en Goële, baron de Toucy et de Perreuse, seigneur de Saint-Fargeau, de Puisaye et autres lieux.
Les hameaux de Grangette et de Collangette, quant à eux, étaient des fiefs de l'abbaye Saint-Germain d'Auxerre.

## Politique et administration
La municipalité de Thury fut créée en 1793. Faisant partie du département de l'Yonne, elle fut chef-lieu de canton, dépendant du district de Saint-Fargeau.
En 1801, Thury fut intégrée au canton de Saint-Sauveur et à l'arrondissement d'Auxerre.
| Période | Période  | Identité       | Étiquette | Qualité |
| ------- | -------- | -------------- | --------- | ------- |
| 1947    | 1983     | Robert Barba   |           |         |
| 1983    | 1989     | Jack Allard    |           |         |
| 1989    | 2014     | André Grossier |           |         |
| 2014    | En cours | Claude Conte   |           |         |

## Population et société

### Démographie
L'évolution du nombre d'habitants est connue à travers les recensements de la population effectués dans la commune depuis 1793. Pour les communes de moins de 10 000 habitants, une enquête de recensement portant sur toute la population est réalisée tous les cinq ans, les populations de référence des années intermédiaires étant quant à elles estimées par interpolation ou extrapolation. Pour la commune, le premier recensement exhaustif entrant dans le cadre du nouveau dispositif a été réalisé en 2007.
En 2022, la commune comptait 426 habitants, en évolution de −3,4 % par rapport à 2016 (Yonne : −1,95 %, France hors Mayotte : +2,11 %).
| 1793 | 1800 | 1806 | 1821 | 1831 | 1836 | 1841  | 1846  | 1851  |
| ---- | ---- | ---- | ---- | ---- | ---- | ----- | ----- | ----- |
| 945  | 901  | 953  | 990  | 999  | 999  | 1 076 | 1 064 | 1 103 |

| 1856  | 1861  | 1866  | 1872  | 1876  | 1881  | 1886  | 1891  | 1896 |
| ----- | ----- | ----- | ----- | ----- | ----- | ----- | ----- | ---- |
| 1 142 | 1 117 | 1 118 | 1 016 | 1 013 | 1 005 | 1 004 | 1 000 | 939  |

| 1901 | 1906 | 1911 | 1921 | 1926 | 1931 | 1936 | 1946 | 1954 |
| ---- | ---- | ---- | ---- | ---- | ---- | ---- | ---- | ---- |
| 925  | 898  | 904  | 748  | 715  | 688  | 646  | 652  | 643  |

| 1962 | 1968 | 1975 | 1982 | 1990 | 1999 | 2006 | 2007 | 2012 |
| ---- | ---- | ---- | ---- | ---- | ---- | ---- | ---- | ---- |
| 574  | 545  | 488  | 495  | 470  | 461  | 461  | 461  | 452  |

| 2017 | 2022 | - | - | - | - | - | - | - |
| ---- | ---- | - | - | - | - | - | - | - |
| 439  | 426  | - | - | - | - | - | - | - |

## Économie
L’activité de la commune de Thury est essentiellement agricole. En effet, de nombreuses exploitations agricoles constituent la plus grande partie du tissu économique local ; néanmoins, le bourg de Thury compte quelques commerces et services (un marchand d’électroménager, un charcutier-traiteur) mais aussi plusieurs entreprises du bâtiment dans le bourg et dans les hameaux, une entreprise d'entretien des espaces verts, une micro-entreprise d'informatique industrielle, un service de toilettage canin à domicile, des artisans d’art, un camion a pizza, une agence communale postale, une école primaire et des chambres d’hôte au hameau de Grangette et Moulery.

## Culture et patrimoine

### Lieux et monuments
Classée Monument Historique par arrêté du 4 août 1970, l'église Saint-Julien est de style gothique flamboyant avec quelques éléments du début de la Renaissance.
L'église actuelle a été construite, à l'emplacement et autour d'un ancien édifice, en deux à trois phases de travaux entre le dernier quart du XVe siècle et le premier quart du XVIe siècle.
Le « massif occidental », édifié entre la toute fin du XVe siècle et 1521, est exceptionnel pour un village. Il est composé d'un portail de style gothique flamboyant et de la façade du bas côté nord avec sa porte seigneuriale.
Le marché passé, le 9 juillet 1521, entre le maçon Antoine Cas et « l'ymagier » François Faulconnier concernant les sculptures du portail, mentionné par différents auteurs (Abbé Jean Lebeuf, etc.), est conservé aux Archives départementales d'Auxerre.Il y est « fait marché… pour faire de son métier la vie de Saint Jean en huit histoires pour le portail de l'église de Thury, comme les ymages qui sont au portail neuf de l'église d'Auxerre. »
Les portes originelles du portail, caractéristiques de la Renaissance, sont conservées en l'état.

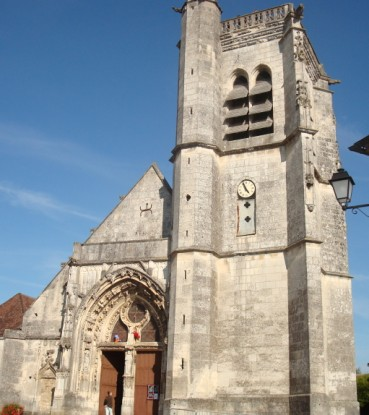
Église Saint-Julien XVe siècle et début XVIe siècle.
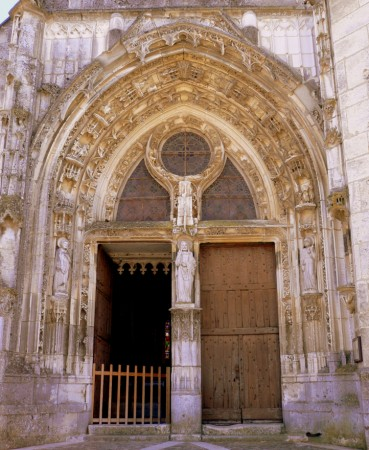
Portail de l'église sculpté en 1521 par François Faulconnier « maistre ymagier » à Auxerre.

## Personnalités liées à la commune
- Dominique de Savelli, écuyer, seigneur de Champeaux et de Grangette. Dominique de Savelli s'unit avec Jeanne de Drouard, la fille légitime d'Edme de Drouard et de Jeanne de Masquin. Leur mariage religieux fut célébré à Thury le vendredi 25 février 1667. Il est le descendant des Savelli, princes romains qui donnèrent trois papes à la Chrétienté.
- Frédéric Auguste Théophile Guillier, chirurgien puis officier de santé à Thury. Frédéric Auguste Guillier, né le  6 avril 1806 à Thury s'unit avec Louise Charles Clémence Arrault, le mardi 26 août 1828 à Bassou. Il défraiera la chronique locale et sera l'objet d'attaques virulentes dans le journal royaliste "la Bourgogne". Il sera inquiété en 1852, après le coup d’État de Louis-Napoléon Bonaparte, lors de la répression de la révolte de Puisaye. Il fut gracié par la Commission mixte de 1852 (dossiers BB/22/131/1 à 189 ) et put donc mettre fin à son exil préventif en Belgique. Rentré à Thury, il fut surveillé "ostensiblement"[22].
- Casimir Félix Angilbert, maire de Thury de 1893 à 1913, juge suppléant en 1902 au tribunal de commerce de la Seine. Casimir Félix Angilbert, né le 18 octobre 1846 à Thury, sera tout d'abord clerc de notaire à Choisy-le-Roi, puis directeur de société (Horlogerie-Joaillerie) à Paris en association avec son cousin Henry Chevau. Il s'unira à Sens (89) avec Emélie Roulina, originaire de Chateaurenard (45). Lors de ses nombreux séjours à Thury, il séjournera au château de style Napoléon III qu'il fera construire sur une ancienne propriété de ses cousins Chavance. Il y recevra ses parents et alliés (Gressin, Cellier, Chavance, Chevau, Baumier…). Sous sa mandature, il créera la bibliothèque municipale (1899) qu'il dotera personnellement de 200 volumes ;  il y fera construire, à ses frais, une vaste bibliothèque murale. Il fera planter de marronniers une allée menant de sa demeure à celle de son cousin germain Alix Angilbert ; cette allée, dont il laissera la libre disposition à la commune, deviendra le mail-promenade du bourg.
- Louis Briot (1905 - 1973), homme politique français, député de l'Aube est né à Thury (où il est enterré)[23],[24].
- Blanche Rosalie Breitman, grand-mère de Dominique Strauss-Kahn, est née le 8 août 1891 à Thury[25] - ?). Elle épouse le 9 janvier 1917 à Paris[25] André Fellus Shemaoun (né à Tunis en 1887 - ?)[25].

### Héraldique
| Blason de Thury | D'azur à la bande d'argent, accompagnée en chef d'un lion du même, couronné d'or, armé et lampassé de gueules, et en pointe de deux fleurs de lys aussi d'argent. |

### Vie culturelle
- Foire aux graines, en février, le plus près du 25.
- Fête patronale de la Saint Julien, 3e dimanche d’août.
- L'académie de musique de chambre de Thury, du 1er au 13 août. Concerts les jours impairs dans les villages du canton.
- Les Journées du Patrimoine, visite historique et architecturale commentée du village (durée 2 heures) et ouverture de plusieurs sites (pressoir, forge, mairie, cadastre de 1825, église et clocher, etc.).
- Le club des aînés, club « Printemps malgré tout », participe à diverses manifestations au sein de la commune et organise chaque année pour ses membres, plusieurs voyages à vocation culturelle.
- La bibliothèque avec plus de 4 000 volumes en fonds propre, contribue à la promotion de la culture. Dépositaire de la bibliothèque départementale, elle ouvre l’accès à plus de 150 000 livres.
- Le P’tit Thurycois, journal communal, quatre parutions par an.
- Tous les cinq ans, un spectacle historique donné par les Thurycois, retrace les « grandes heures » de Thury.

## Pour approfondir